# マツーシュカ・シルベステル
マツーシュカ・シルベステル（Matuska Szilveszter, 1892年1月29日 - 1945年頃消息不明）は、ハンガリー王国出身の教師、軍人、実業家、犯罪者。1931年9月13日、ハンガリー王国のトルバージ（現在のビアトルバージ）に掛かる鉄道高架橋を爆破した。これにより特急列車が脱線・転落し、22人が死亡、17人が重傷を負った（ビアトルバージ事件）。およそ1ヶ月後に逮捕されたものの、第二次世界大戦末期に脱獄し、消息を絶った。

## 経歴

### 第一世界大戦まで
1892年、ハンガリー王国カンタビルにて、ローマ・カトリックの信者であった靴職人の父マツーシュカ・アンタル（Matuska Antal）と母ネーメト・アンナ（Németh Anna）の子として生を受ける。シルベステルが10歳の頃に父アンタルが死去し、彼の助手だったクミベス・シャーンドル（Kőmíves Sándorhoz）がアンナと再婚する。クミベスはアンナの希望に従い、息子に聖職者としての教育を受けさせようと考えていたが、シルベステル自身は靴職人の技術に興味を持ち、工房にも頻繁に出入りしていた。1903年秋、カロチャ・イエズス会ギムナジウム（kalocsai jezsuita gimnázium）のI/b.クラスに進学したものの、後に成績不良からサバトカ・ギムナジウム（szabadkai gimnázium）に移った。ここで彼はカントルの教師になることを決心し、カロチャ大司教教員学校（kalocsai érseki tanítóképző）に進学した。卒業後は3ヶ所からの指名を受け、最終的にプシュポカトバンでの勤務を選んだ。
1913年10月、マツーシュカは陸軍に志願入隊し、サバトカに本部を置く第6歩兵連隊に配属された。その後ソンボルに移り、第一次世界大戦勃発後は上等兵（Őrvezető）としてセルビア戦線に派遣された。彼は負傷しつつも昇進を重ね、1914年11月末から12月初め頃、サバトカの病院に入院している最中に候補生軍曹（hadapródőrmester）へと昇進した。退院後は准尉（zászlós）となり、機関銃射手として訓練を受けた。1915年後半、ロシア戦線に派遣される。ウクライナのトポラウツ（Toporoutz）およびラランツェイ（Rarancei）方面では機関銃班の指揮を執った。その後、ペーチに本部を置く第19歩兵連隊に移り、トランシルヴァニア戦線ではトラコーマを患った中隊長の後任として少尉（hadnagy）に昇進した。農業監督官などの勤務を経て、中尉（főhadnagy）として終戦を迎えた。彼は軍人として戦功章銀章および銅章などを受章したが、後にこれらの勲章を競売にかけている。

### 実業家
帰郷後は教師に復職すると共に、地元自警団の設置に携わる。やがて彼の自堕落な生活を教員としての給与だけでは賄えなくなり、いくつかの事業にも手を出した。妻のデール・イレーン（Dér Irén）もカンタビルの学校で教鞭を執っていた。しかし、マツーシュカの上司ガスパル・デゾー（Gáspár Dezső）は教員と実業家の両立は不可能だとして教職からの解雇を警告した。マツーシュカは書面での抗議を行ったものの受け入れられなかった。
この時期、彼は実業家として塩、ケロシン、砂糖、マッチ、塗料などをノヴィ・サド、スボティツァ、ベオグラード、ブルガリアなど各地から輸入していた。当時のセルビアにおいて、こうした商品のほとんどはマツーシュカを介して流通していた。また、彼はメゼートゥールにあった120khの農場を1,200,000コロナで購入して農業にも着手した。購入費用の1/6は妻の両親からの借金だった。間もなくして娘ガブリエラ（Gabriella）が生まれるものの、既にマツーシュカの教員としての立場は非常に危ういものとなっていた。1922年7月、一家はハンガリー国籍を取得し、ブダペストのロッテンビラー通りに移った。その後、彼は次々と不動産を売却し、ヴィシェグラード通りに引っ越したが、この家も間もなく手放している。サボルチ通り7/8番地の家を購入した際には、契約書の「コロナ（korona）」が「コロナ相当（korona értékben）」に書き換えられたことを発端に訴訟を起こし、1926年にはマツーシュカの勝訴が確定した。
彼は妻と共に食料品店を開業するための酒類取扱免許を取得したほか、材木および石炭の取引、株取引を始めとする様々な事業に着手した。1926年の時点でHázkezelési r. t.社の株式の過半数を保有していた。
マツーシュカはオーストリア議会選挙後に住宅価格が高騰するものと予想し、ブダペストの家を手放してウィーンの不動産を確保しようと試み、住宅ローンを組んでいくつかの建物を購入した。ワイン事業にも着手し、「トラのミルク」（Tigris tej）という甘いカダルカの品種の販売を行ったものの不調に終わった。1928年5月、ウィーンに移住。
1930年春、公共および民間の建設事業の請負仲介を目的とした住宅建設・経済協同組合（Házépítési és Gazdasági Szövetkezet）の共同創設者の1人となる。その後、彼は所有する住宅の1つを改装の後に改めて販売することを計画するが、組合が法人と見なされなかったため、建設補助金の受け取り資格は認められなかった。結局、約束した改装が行われなかったため、入居者に起訴され、敗訴したマツーシュカは負債を抱えることとなった。その後、所有物件の屋根に放火して180,000シリングの保険金を受け取る。保険金詐欺の疑いで当局から起訴されたものの、証拠不十分で罪に問われることはなかった。
1929年以来肺炎を患っていた妻の治療費や事業の失敗、裁判費用などでマツーシュカの財産のおよそ半分が失われた。さらに1930年以降は不動産を含む各種財産の差し押さえが20件以上も執行された。彼の手元に残されたのは、現金3シリング、金の結婚指輪2つ、いくつかの衣類、ホフガッセ通り9番地の地下室などであった。破産を免れるべく、マツーシュカは様々な特許権の売却も行った。彼の発明品としては、発電用の低速タービン、線路上の異物の存在を鉄道運転士に伝える信号装置、ガス漏れ遮断装置などがあった。
結局、状況が好転することはなく、マツーシュカは1930年9月30日に破産した。

### ユーターボーク事件
1931年8月8日22時00分頃、ドイツ国ユーターボークにて、鉄道線路が爆破された。これによってベルリンを出発しバーゼルへ向かっていた急行列車D43のうち機関車を含む9両が脱線し、死者こそ出なかったものの、100人以上が重傷を負った。当局は犯人逮捕につながる情報提供に100,000ライヒスマルクという高額な懸賞金を用意したにもかかわらず、以後も容疑者の絞り込みは難航した。

### ビアトルバージ事件

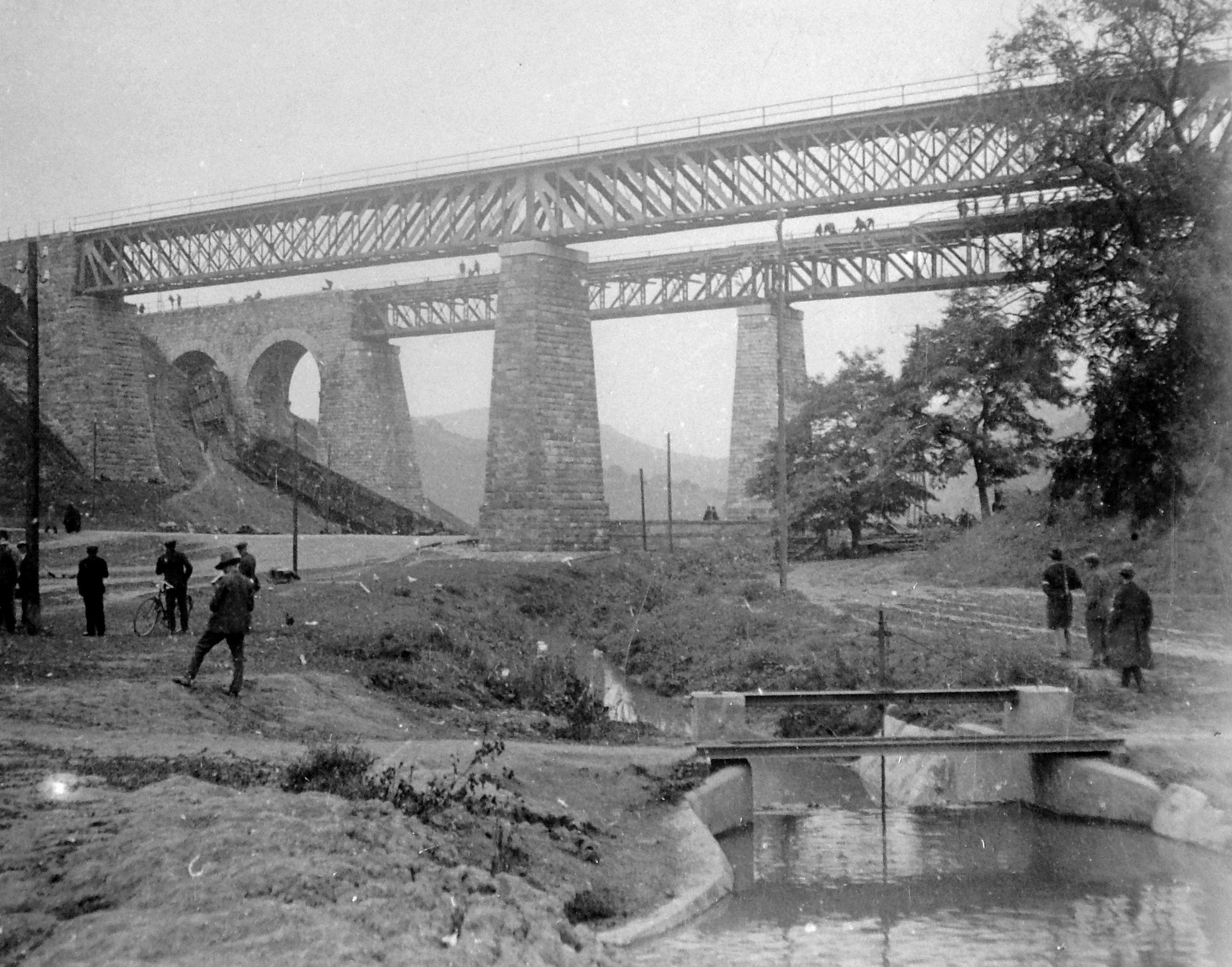
事件直後のトルバージ鉄道高架橋

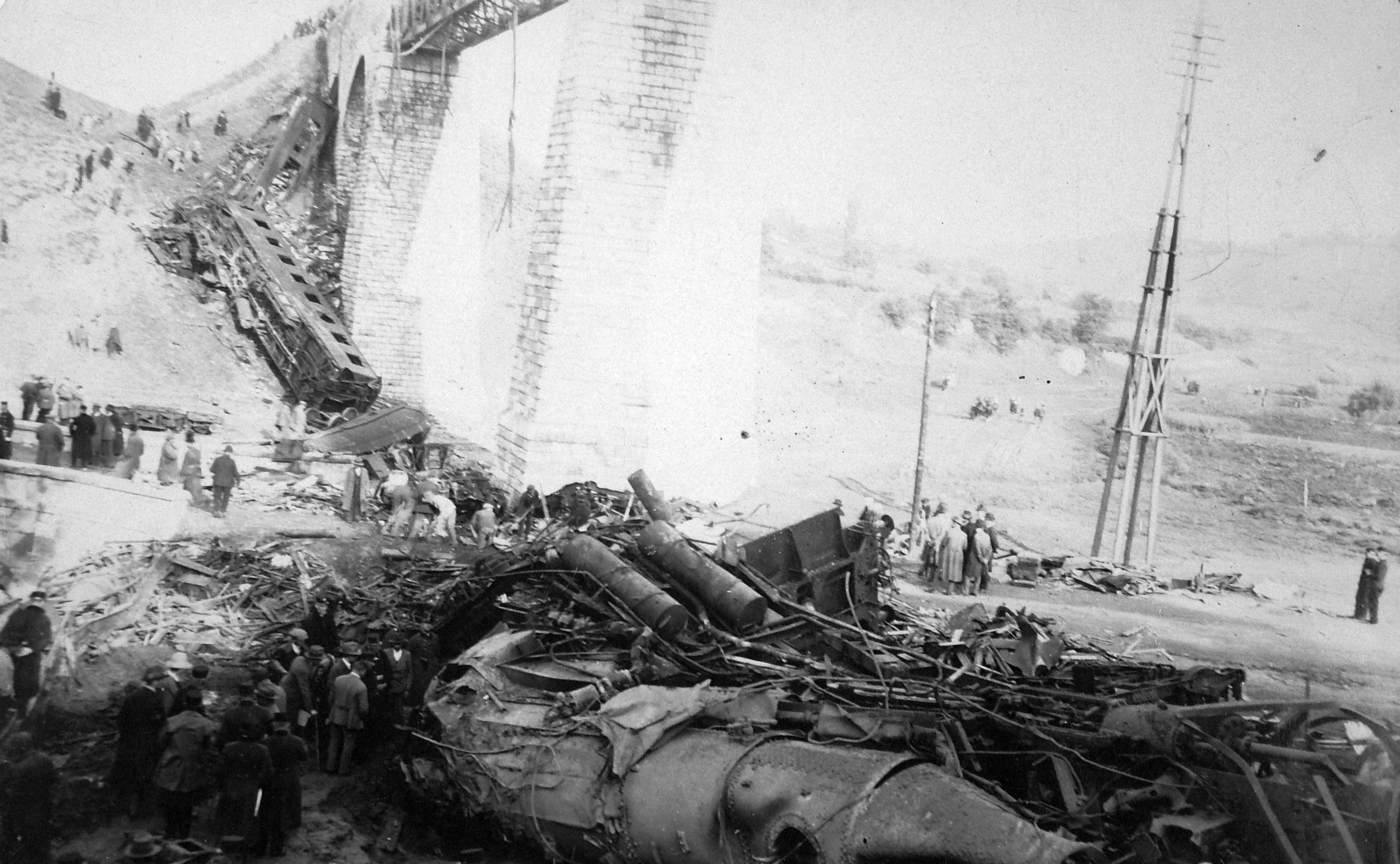
転落した特急列車

1931年9月12日23時30分、ブダペスト＝ヘジェシュハロム＝ウィーンを結ぶ9両編成の特急列車がブダペスト東駅を出発した。当時、列車には乗務員10人に加え、座席車と寝台車あわせて105人の乗客が乗り込んでいた。
そして13日0時20分、トルバージ（現在のビアトルバージ）の鉄道高架橋を通過中、仕掛けられていた爆弾が爆発した。運転士は非常ブレーキをかけたものの間に合わず、機関車、荷物車、座席車および寝台車4両のあわせて6両が脱線し、26メートル下に転落した。乗務員および乗客のうち22人が死亡し、17人が重傷を負いながらも救助された。その他にも多数の負傷者があった。現場は地元憲兵隊によって確保され、間もなくブダペストから派遣された憲兵および警察による捜査本部が設置された。現場検証では右橋脚の鉄骨およそ4mが完全に吹き飛ばされていることが明らかになった（後に300m離れた住宅の庭で発見された）ほか、爆発物の残骸も回収された。この自家製爆発物はおよそ2mほどの大きさで、ガス管を用いた着火装置が接続され、軍用・工業用として普及したエクラジット爆薬が1.5kgから2kg程度格納されていたと推測された。着火装置は銅線で線路に接続され、通過する列車の重量を感知して爆発する仕組みになっていた。
さらに、「翻訳者」（A fordító）なる名で書かれた次のような声明が残されていた
労働者諸君！これより我々は、諸君のあらゆる権利を剥奪した資本家への反抗を開始する！毎月のように諸君の苦境を耳にする。我々の同志はあらゆる場所にいるからだ。働くべき時は過ぎ、我々と共に立つべき時が来た。資本家どもは全ての代償を払うことになる。恐れるな、燃料はまだ残っている（翻訳者）

Munkások! Nincs jogotok, hát majd mi kierőszakoljuk a kapitalistákkal szemben. Minden hónapban hallani fogtok rólunk, mert a mi társaink mindenhol otthon vannak. Nincs munkaalkalom, hát majd mi csinálunk. Mindent a kapitalisták fizetnek meg. Ne féljetek, a benzin nem fogy el. (A fordító)

この内容から共産主義者の関与が疑われた。摂政ホルティ・ミクローシュは緊急閣議を経て共産主義者によるテロ行為と断定、戒厳令が敷かれることとなった。当時、ウォール街大暴落に端を発する世界恐慌の影響がハンガリー国内にも社会的緊張や政情不安という形で現れていたほか、赤色政権と対峙した記憶も依然として鮮明だったため、かねてよりホルティやカーロイ・ジュラ首相は共産主義勢力への懸念を強めていたのである。
事件直後、乗客名簿には掲載されていなかったウィーン在住の実業家、マツーシュカ・シルベステルが現場付近で目撃された。事情聴取では非常に雄弁で、この時点では容疑者とされていなかったため、すぐに解放された。しかし、当局はしばらくの後に彼が爆薬、ガス管、ヒューズなどを購入していたことを突き止めた。10月7日、マツーシュカが地元警察に容疑者として逮捕された。彼は捜査員に「『レオ』がやるべきことをやれと囁いたんだ」（Leó súgta, hogy meg kell tennem）と語り、トルバージでの犯行を認めたばかりか、かつて類似の破壊活動を試みたことまでも明かしたのである。マツーシュカはユーターボーク事件のほか、1930年12月31日（ノイレンバッハ）と1931年1月31日（マリア・アンツバッハ）に起こった鉄道破壊未遂への関与を認めた。
オーストリアでの裁判にて、マツーシュカは『レオ』なる謎の人物からウィーンを爆破せよとの命令を受けたために犯行に及んだと語った。彼が精神を病んでいることは明らかだったが、刑事責任はあるものとされた。1932年6月17日、ユーターボークおよびトルバージの鉄道爆破事件に対し、懲役6年が宣告された。一方、ハンガリー側ではトルバージ事件に対して欠席裁判において死刑が宣告された。ただし、オーストリアの死刑制度が廃止されていたこともあり、1936年にハンガリーへと送還された際、判決が終身刑へと減刑され、ヴァーチ刑務所にて収監された。
犯行動機は明らかになっていない。精神病から生じた妄想の果ての犯行、鉄道爆破に性的興奮を覚えていた、政治的意図に基づくテロ行為だった、などの推測が成されている。
この事件はマツーシュカの単独犯行と言われているが、後の調査では共犯者が存在する可能性も示唆された。また、戒厳令が1932年末まで続いたことや関係者の利害関係を根拠に、当局が共産主義勢力の一掃や権力基盤の強化を目的として事件を政治的に利用した、あるいは直接の関与を行ったなど、何らかの陰謀の存在を想像する者もいた。事実、1932年には共産党幹部サライ・イムレとフュルスト・シャンドールの2人が戒厳令下で逮捕・処刑されている。

### その後
収監中はかつて未完成に終わった発明品の設計を完了させたり、娘ガブリエラの絵を描くなどして過ごしていたという。
1944年末、赤軍によるヴァーチ占領時の混乱に乗じ、マツーシュカは他の囚人らと共に脱獄を果たして姿を消した。以後の消息については諸説あり定かではない。
例えば、マツーシュカはドイツの軍用列車を爆破した咎で収監されているなどと嘘をついてロシア兵を騙し、破壊工作員として彼らと共に西へ向かったとの説がある。あるいは、敗戦直前に起こったパルチザン支配下のヴォイヴォディナにおける虐殺事件に関連し、断片的な証言の中でマツーシュカの名が語られたこともある。これによると、1945年初めに故郷カンタビルに突然現れたマツーシュカは、教会にて「民族主義的な演説」を行ったことでパルチザンによって逮捕された。証言した彼の叔父によれば、マツーシュカは処刑されスボティツァの集団墓地に埋葬されたという。1957年にはスウェーデンにて死去したとも報じられた。スペインでは南アメリカでの目撃が報じられた。1960年代にフランスで報じられたところによると、赤軍に参加したマツーシュカは朝鮮戦争にも従軍し、ここでアメリカ軍の捕虜となったという。ヨーロッパやアフリカ各地の紛争・独立戦争にゲリラ指揮官として参加したという噂も囁かれた。
1983年、ビアトルバージ事件を題材としたハンガリー・アメリカ・西ドイツ合作のテレビ映画『Viadukt』が製作された。マイケル・サラザンがマツーシュカを演じた。